# Coupe de Finlande de volley-ball masculin

## Palmarès
| - 1968 : Luolajan Kajastus - 1969 : Luolajan Kajastus - 1970 : Rateko - 1971 : Helsingin Elite - 1972 : Luolajan Kajastus - 1973 : Porin Pyrintö - 1974 : Pieksämäen NMKY - 1975 : Pieksämäen NMKY - 1976 : Pieksämäen NMKY - 1977 : Lautta-Pojat - 1978 : Pieksämäen NMKY - 1979 : Pieksämäen NMKY - 1980 : Pieksämäen NMKY - 1981 : Pieksämäen NMKY - 1982 : Rantaperkiön Isku | - 1983 : Poliisien Palloseura - 1984 : Pieksämäen NMKY - 1985 : Seinäjoen Maila-Jussit - 1990 : KuPS-Volley Kuopio - 1991 : KuPS-Volley Kuopio - 1992 : KuPS-Volley Kuopio - 1993 : KuPS-Volley Kuopio - 1994 : KuPS-Volley Kuopio - 1995 : KuPS-Volley Kuopio - 1996 : PPS Espoo - 1997 : Keski-Savon Pateri - 1998 : KuPS-Volley Kuopio - 1999 : Keski-Savon Pateri - 2000 : KuPS-Volley Kuopio - 2001 : Tampereen Isku-Volley | - 2002 : Tampereen Isku-Volley - 2003 : Salon Piivolley - 11 décembre 2004 : Raision Loimu - 11 décembre 2005 : Napapiirin Palloketut Rovaniemi - 2 décembre 2006 : Pielaveden Sampo - 9 décembre 2007 : Pielaveden Sampo - 20 décembre 2008 : Pielaveden Sampo - 2009 : Sun Volley - 28 novembre 2010 : Liedon Parma - 8 janvier 2012 : Tampereen Isku-Volley - 5 janvier 2013 : VaLePa |